# Graham Johnson
Graham Johnson, né le 10 juillet 1950 à Bulawayo, en Rhodésie du Sud (actuel Zimbabwe), puis installé au Royaume-Uni, est un pianiste et accompagnateur de Lieder.

## Biographie
En 1967, il vient à Londres pour y étudier. Après avoir quitté la Royal Academy of Music, il reçoit l'enseignement de Gerald Moore et de Geoffrey Parsons.
En 1976, il fonde le Songmakers' Almanac pour explorer l'art de l'accompagnement du piano de la musique vocale, accompagnement souvent trop négligé. Les chanteurs fondateurs en furent Felicity Lott, Ann Murray, Anthony Rolfe Johnson et Richard Jackson. Les programmes de 250 chanteurs ont ainsi été présentés tout au long de ces années. 
Il est connu pour l'enregistrement de ses accompagnements de très nombreux chanteurs, dont l'intégrale des Lieder de Franz Schubert, et l'enregistrement d'autres compositeurs comme Robert Schumann et Gabriel Fauré.
Graham Johnson a accompagné de nombreux chanteurs, dont notamment Victoria de Los Angeles, Elly Ameling, Arleen Auger, Brigitte Fassbaender, Matthias Goerne et Elisabeth Schwarzkopf.

## Discographie
Enregistrement intégral des Lieder de Franz Schubert, sous l'étiquette Hyperion Records, nommé The Hyperion Schubert Edition (40 disques, 2005).

## Écrits
- The Songmakers' Almanac. Twenty Years of Recitals in London, Thames Publishing, 1997
- The French Song Companion, Oxford University Press, 2000
- Britten, Voice & Piano. Lectures on the Vocal Music of Benjamin Britten, Guildhall, 2003
- Gabriel Fauré. The Songs and Their Poets, Guildhall, 2009
- Franz Schubert : The Complete Songs , 3 vol., Yale University Press, 2014 (preface, puis 2821 p.)